# Знепольское викариатство
Знепо́льское викариа́тство — титулярное викариатство Болгарской Православной Церкви. Название получило от историко-географической области Знеполе на западе Болгарии, на границе с Сербией.
Едва ступив на столичную кафедру, митрополит Софийский Стефан (Шоков) пожелал рукоположить себе викарного епископа. Выбор пал на молодого и образованого архимандрита Паисия (Анкова); он получил титул «Знепольский» вопреки традиции давать викариям титулы древних кафедр — в Знеполе, впервые упомянутом Константин Костенечским в первой половине XV века, никогда не было епископской кафедры.
Чаще всего епископы Знепольские были викариями Митрополита Софийского, а затем и Патриарха Болгарского.

## Епископы
- 1 апреля 1923 — 21 сентября 1930 — Паисий (Анков)
- 1 ноября 1931 — 6 октября 1935 — Софроний (Чавдаров)
- 5 июля 1936 — 26 декабря 1937 — Иосиф (Илиев)
- 27 ноября 1938 — 21 мая 1939 — Филарет (Панайотов)
- 23 июня 1940 — 1 апреля 1956 — Флавиан (Попов)
- 7 апреля 1957 — 17 декабря 1972 — Иосиф (Диков)
- 15 декабря 1974 — 26 июля 1987 — Дометиан (Топузлиев)
- 29 июня 1988 — 29 мая 1994 — Игнатий (Димов)
- 1 октября 1998 — 11 июня 2001 — Авенир (Арнаудов)
- 7 июля 2001 — 4 февраля 2007 — Николай (Севастиянов)
- 18 марта 2007 — 22 декабря 2013 — Иоанн (Иванов)
- 6 июля 2014 — 26 мая 2024 — Арсений (Лазаров)
- с 15 сентября 2024 — Мелетий (Спасов)

титулярное викариатство Альтернативного синода Болгарской православной церкви
- 10 октября 1992—1995 — Геннадий (Вылчев)